# جائحة فيروس كورونا في جيبوتي
توثق هذه المقالة آثار جائحة فيروس كورونا 2019-2020 في جيبوتي، وقد لا تتضمن جميع الاستجابات والتدابير والإجراءات الرئيسية حتى الآن.

## خلفية
في 12 يناير 2020، أكدت منظمة الصحة العالمية (WHO) أن فيروس تاجي جديد كان سببًا لمرض تنفسي لمجموعة من الأشخاص في مدينة ووهان، مقاطعة خوبي، الصين، والذين كانوا قد لفتوا انتباه منظمة الصحة العالمية في البداية في 31 ديسمبر 2019. رُبطت هذه المجموعة في البداية بسوق هوانان للمأكولات البحرية بالجملة في مدينة ووهان. ومع ذلك، فإن بعض الحالات الأولى التي أظهرت نتائج مختبرية لا صلة لها بالسوق، فمصدر الوباء غير معروف.
على عكس السارس لعام 2003، كانت نسبة إماتة الحالات لـ كوفيد-19  أقل بكثير، لكن انتقال العدوى كان أكبر بكثير، مع إجمالي عدد الوفيات. عادة ما يظهر كوفيد-19 في حوالي سبعة أيام بأعراض شبيهة بالإنفلونزا يُظهرها بعض الأشخاص حيث تتطور إلى أعراض الالتهاب الرئوي الفيروسي الذي يتطلب الدخول إلى المستشفى. اعتبارًا من 19 مارس، أصبح كوفيد-19 يُصنف على أنه «مرض معدي عالي الأثر».

## الجدول الزمني
في 18 مارس 2020، أُكدت أول حالة في جيبوتي. وقالت وزارة الصحة إن المصاب إسباني الجنسية كان ضمن وحدة قوات خاصة إسبانية تضم 32 فردا وصلت إلى البلاد يوم 14 مارس لعملية أتالانتا وأظهر نتائج إيجابيةً لاختبار الفيروس كورونا المستجد 2019 في 17 مارس. لم يتفاعل الجندي المصاب مع السكان المحليين، وأعلنت إسبانيا أن الفريق سيعاد.
في 29 مارس، سجلت الصحة في جيبوتي 4 إصابات جديدة بفيروس كورونا المستجد «كوفيد 19» ليرتفع الإجمالي إلى 18 شخصا 
وبحلول 5 أبريل، ارتفع عدد الحالات المؤكدة إلى 59.
في 9 أبريل 2020، سجلت أول حالة وفاة بفيروس كورونا المستجد، وأن هناك 140 حالة إصابة مؤكدة بالفيروس إجمالًا، بينما تعافى 28 شخصًا من المرض.